# Zofia Dmuszewska
Zofia Dmuszewska, z domu Petrasch (ur. 1 października 1785, zm. 9 sierpnia 1807 w Warszawie) – polska aktorka teatralna i śpiewaczka.

## Życiorys
Prawdopodobnie była córką aktora Augusta Petrascha. Śpiewu uczyła się u Józefa Elsnera. Zadebiutowała na scenie w 1801 roku w Kaliszu rolą Arcyksieni w Święcie braminów słońca Wenzla Müllera, w tym samym roku powtórzyła tę rolę podczas debiutu w Teatrze Narodowym w Warszawie. Do 1805 roku występowała pod nazwiskiem panieńskim, w tym samym roku wyszła za mąż za Ludwika Adama Dmuszewskiego. Należała do najsłynniejszych aktorek sceny warszawskiej początku XIX wieku, ceniono jej walory aktorskie i talent wokalny. Jej występ w tytułowej roli w Andromedzie Ludwika Osińskiego oglądał w Warszawie 18 stycznia 1807 roku Napoleon Bonaparte. Dysponowała głosem o dużej skali i sile, sięgającym podobno w górnych rejestrach trzykreślnego g.
Na scenie operowej kreowała m.in. partie Królowej Nocy w Czarodziejskim flecie, Elwiry w Przerwanej ofierze Petera von Wintera, Kalypso w Telemaku Franza Antona Hoffmeistera, Aspazji w Axurze Antonia Salieriego, Hrabianki Amalii w Raulu Sinobrodym Andrégo Ernesta Modeste’a Grétry’ego, rolę tytułową w Lodoïsce Luigiego Cherubiniego. Specjalizowała się także w rolach komicznych i tragicznych na scenie teatralnej, była m.in. Izabelą w Słudze dwóch panów Carla Goldoniego, Elwirą w Cydzie Pierre’a Corneille’a, Rozyną w Cyruliku sewilskim Pierre’a Beaumarchais’go, Lukrecją w Spazmach modnych Wojciecha Bogusławskiego, Elwirą w Hiszpanach w Peru Augusta von Kotzebuego.
Do jej przedwczesnej śmierci miał się przyczynić powszechny ówcześnie zwyczaj wyczerpującego bisowania cieszących się popularnością arii.